# Natalino Pescarolo
Pour les articles homonymes, voir Pescarolo.
Natalino Pescarolo, né le 26 mars 1929 à Palestro et mort le 4 janvier 2015 à Coni, est un prélat catholique italien.

## Biographie
Ordonné prêtre le 29 juin 1952, il est nommé évêque auxiliaire de Coni et évêque titulaire d'Alessano (it) en 1990. Le 4 mai 1992, il est nommé évêque de Fossano. En 1999, le diocèse de Fossano est fusionné avec celui de Coni, si bien que Mgr Pescarolo devient évêque de Coni. Il prend sa retraite en 2005,.